# Подмандатна Палестина
Подмандатна Палестина (на английски: Mandatory Palestine), понякога Британска Палестина (British Palestine), е подмандатна територия в историческта област Палестина и източно от нея в Предна Азия, изпаднала от разпадалата се Османска империя.
Тя се администрира въз основа на мандат за управление, даден от Обществото на народите (Лига на нациите) на Обединено кралство Великобритания и Ирландия през 1920 г. Британското военно управление е заменено с гражданско (1920). Обединеното кралство Великобритания и Северна Ирландия (без отцепилата се през 1922 г. Република Ирландия) поема властта по мандата през лятото на 1923 г. От територията се откъсва Трансйордания като независима държава Кралство Йордания през 1946 г.
Великобритания заявява през 1947 г., че смята да се откаже от мандата. Организацията на обединените нации (наследник на Обществото на народите) приема резолѝция № 181 за създаване на еврейска и арабска държава в Палестина. Еврейската страна приема условията, но арабската ги отхвърля и скоро започват арабски вълнения. Мандатът продължава до 14 май 1948 г., когато в съответствие с приетия с резолюцията от 1947 г. План на ООН за разделяне на Палестина е провъзгласена държавата Израел.

## История
Великобритания започва своята Синайско-Палестинска кампания срещу Османската империя през януари 1915 г. и окончателно завзема района до есента на 1918 г.
През 1917 г., в Първата световна война, в писмо (по-късно станало известно като Декларация на Балфур) до еврейския ционистки лидер лорд Лайонел Уолтър Ротшилд секретарят на външните работи на Кралство Великобритания и Ирландия Артър Балфур заявяа, че Британия „гледа положително на основаването в Палестина на национален дом за еврейския народ“. След това еврейски доброволци ционисти сформират еврейски легион, който оказва помощ на британските войски при завладяването на Палестина.
След Парижката мирна конференция през 1919 г. Лигата на нациите приема решение, според което Палестина трябва да стане нейна подмандатна територия. Още на конференцията на Антантата в Санремо (1920) е определен обхватът на областта, включващ териториите, на които днес се намират Държавата Израел, Държавата Палестина (повече известна все още като Палестинска автономия), Кралство Йордания и малък дял от северозападната част на Саудитска Арабия.
Между 1919 и 1923 г. в рамките на Третата вълна (алия) от еврейски преселници в Палестина пристигат 40 хил. евреи, предимно от Източна Европа. Заселниците от тази вълна са обучени на селско стопанство. Въпреки че британските власти установяват имиграционна квота, тя е надвишена към края на периода, като еврейското население нараства на 90 хил. души. Блатата на Израелската долина и долината Хефер са пресушени и земята става годна за селскостопанска обработка. В онзи период е основана Федерацията на профсъюзите Хистадрут.
Арабски протести против еврейската имиграция довеждат до бунтове в Яфа. В отговор въз основа на еврейската организация за самоотбрана „Ха-Шомер“ (от иврит: страж) е създадена еврейската военна организация „Хагана“ (от иврит: отбрана) през 1920 г.

## Мандат
През 1922 г. на конференция в Санремо Лигата на нациите предоставя на Великобритания мандата за Палестина, като обяснява това с необходимостта от „установяване в страната на политически, административни и икономически условия за безопасното образуване на еврейски национален дом“. В преамбюла е включена Декларацията на Балфур. Според мандата Великобритания се задължава:
- 2. „... да създаде такива политически, административни и стопански условия, които да обезпечат създаването на еврейски национален дом в Палестина, както е изложено в преамбюла, както и развитие на институциите за самоуправление“.
- 4.„... да създаде Еврейска агенция (Jewish Agency), която да консултира и сътрудничи с администрацията на Палестина по отношение на еврейския национален дом“
- 5. „... никаква част от територията на Палестина не може да бъде отстъпвана, давана под наем или оставяна под управлението на друга държава“.
- 6. „... да се съдейства на еврейската емиграция и да се поощрява плътното заселване на земите с евреи, включително държавните и пустеещите земи, които не са необходими за обществени нужди“.
- 7. „... да се способства за придобиването на палестинско гражданство от страна на евреите, които изберат Палестина за място на своето постоянно местожителство“.

Макар Трансйордания (земите на изток от река Йордан) да заема 3/4 от обхвата на британския мандат, тя е изключена от клаузите за установяване на еврейския национален дом. Мандатът влиза официално в сила на 29 септември 1923 г..

## Политика
Заради Яфските бунтове от самото начало на мандата Великобритания ограничава еврейската имиграция и част от териториите, планирани за еврейската държава, са дадени на Трансйордания, която получава независимост през 1946 г. По онова време страната е заселена предимно от араби-мюсюлмани, но най-големият град – Йерусалим, е почти изцяло еврейски.
Между 1924 и 1929 г. е следващата преселническа вълна (Четвърта алия): в Палестина пристигат 82 хил. евреи, основно поради засилването на антисемитизма в Полша и Унгария. Тази група се състои от семейства от средната класа, които се заселват в растящите градове, като създават малки търговски предприятия в леката промишленост. Впоследствие около 23 хил. имигранти от тази вълна напускат страната.
Подемът на нацизма през 1930-те години в Германия води до Петата алия, с която в Израел пристигат четвърт милион еврейски бежанци, спасяващи се от Хитлер. Този наплив приключва с Арабските въстания от 1936 – 1939 г. и издаването на „Бялата книга“ от Великобритания през 1939 г., която фактически прекратява имиграцията на евреи в Палестина.
Страните по света отказват да приемат евреи, бягащи от Холокоста, което заедно със забраната за преселване в Палестина фактически означава смърт за милиони хора. За заобикаляне на тази забрана в Палестина е създадена нелегалната организация „Мосад ле Алия Бет“, помагаща на евреите да стигнат до Палестина нелегално и да се спасят от Холокоста.

## Демография
След края на Втората световна война евреите са вече 33 % от населението на Палестина в сравнение с 11 % през 1922 г.